# 森部一雄
森部 一雄（もりべ かずお、1928年 - 2004年）は、日本の医師、医学博士。昆虫標本、チョコレートのラベル、ヘビグッズなど、様々なもののコレクターとして知られ、そのコレクションは、様々な形で公開されている。生家は名古屋市で染料問屋を営んでいた。

## 森部コレクション

### 昆虫標本
森部は、1950年代末に名古屋市立大学医学部第一外科学教室に所属し、1959年に「代用膀胱とした腸管の機能に関する研究」で名古屋市立大学から医学博士を取得した後、1960年と、1967年から1972年にかけて、船医として勤務しながら、東南アジア、中近東、アフリカ、ヨーロッパ、南北アメリカ大陸の沿岸部各地をまわり、昆虫採集を行った。こうした海外渡航の際に収集されたものを中心とした、あわせて12,000点に及ぶとされる昆虫標本のコレクションは、1995年に豊橋市自然史博物館に寄贈され、「森部コレクション」として一部が公開されている。

### チョコレート・ラベル
森部は、板チョコレートが好物で、20代から習慣的にチョコレートを食べ続け、また、自分が食べたチョコレートの包装紙（ラベル）を整理保存してコレクションを形成し、その規模は総数5000枚とも報じられた。このコレクションは、森部の生前にも相当数をまとめて展示公開することがあったが、その後、その一部は「森部コレクション」としてロイズコンフェクトの所有となり、新千歳空港内のロイズチョコレートワールドに展示されている。

### ヘビ・グッズ
森部による、ヘビをかたどった玩具、民芸品などのコレクションはおよそ1,000点の規模で、これも船医時代にスリランカで「コブラに頭を覆われた仮面」を入手したのがきっかけで形成されたものであったが、2004年に、おきなわワールド文化王国・玉泉洞に寄贈され、「世界のヘビグッズコレクション」として公開されている。

## 著書
- 森部 一雄『チョコレートを1.2トン食べました』ネスコ、1997-01isbn=978-4890369409、221頁。 - 自伝的エッセイ